# Русская Норка
Русская Норка — село в Шемышейском районе Пензенской области России. Административный центр Руссконоркинского сельсовета.

## География
Село находится на юго-востоке центральной части Пензенской области, в пределах северного склона холмистой Хвалынской гряды, в лесостепной зоне, при автодороге 58К-161, на расстоянии примерно 7 километров (по прямой) к югу от Шемышейки, административного центра района. Абсолютная высота — 214 метров над уровнем моря.

### Климат
Климат характеризуется как умеренно континентальный. Средняя температура воздуха самого тёплого месяца (июля) — 20 °C (абсолютный максимум — 38 °C); самого холодного (января) — −19 °C (абсолютный минимум — −44 °C). Безморозный период длится 126 дней. Период активной вегетации составляет 135—145 дней. Годовое количество атмосферных осадков — 490 мм, из которых большая часть выпадает в тёплый период. Снежный покров держится в течение 149 дней.

### Часовой пояс
Село Русская Норка, как и вся Пензенская область, находится в часовой зоне МСК (московское время). Смещение применяемого времени относительно UTC составляет +3:00.

## Население
| 1748  | 1762  | 1795  | 1859  | 1877  | 1897  | 1911  |
| ----- | ----- | ----- | ----- | ----- | ----- | ----- |
| 324   | ↗398  | ↗556  | ↗1098 | ↗1113 | ↗1302 | ↗1909 |
| 1914  | 1921  | 1926  | 1930  | 1939  | 1959  | 1979  |
| ↘1906 | ↗2014 | ↘1860 | ↘1238 | ↘770  | ↘645  | ↘454  |
| 1989  | 1996  | 2002  | 2010  |       |       |       |
| ↘434  | ↘412  | ↘362  | ↘352  |       |       |       |

### Национальный состав
Согласно результатам переписи 2002 года, в национальной структуре населения русские составляли 87 %.